# Ахмірово
Ахмі́рово (каз. Ахмирово) — село у складі Усть-Каменогорської міської адміністрації Східноказахстанської області Казахстану.
Населення — 1930 осіб (2009; 914 у 1999, 568 у 1989).
Національний склад станом на 1989 рік:
- казахи — 79 %